# Connarus lamii
Connarus lamii là một loài thực vật có hoa trong họ Connaraceae. Loài này được Leenh. mô tả khoa học đầu tiên năm 1958.